# Abborrträsket (Vilhelmina socken, Lappland)
Abborrträsket är en sjö i Vilhelmina kommun i Lappland och ingår i Lögdeälvens huvudavrinningsområde. Abborrträsket ligger i Gransjömyrarna Natura 2000-område.